# Hans Neuenfels
 (octobre 2016).
Si vous disposez d'ouvrages ou d'articles de référence ou si vous connaissez des sites web de qualité traitant du thème abordé ici, merci de compléter l'article en donnant les références utiles à sa vérifiabilité et en les liant à la section « Notes et références ».
Hans Neuenfels, né  à Krefeld le 31 mai 1941 et mort à Berlin le 6 février 2022, est un auteur allemand, poète, cinéaste, metteur en scène de théâtre d'opéra.

## Biographie
Hans Neuenfels étudie à Vienne, au Séminaire Max Reinhardt, où il fait la connaissance de sa future femme, Elisabeth Trissenaar ; ils ont un fils, Benedict Neuenfels.
Il travaille au théâtre de Vienne, à Trèves et à Heidelberg. En 1972, il est à Francfort.
En 1974 il monte Le Trouvère de Verdi à Nuremberg ; commence alors sa carrière de metteur en scène d'opéra. Sa mise en scène de Aïda à l'opéra de Francfort en 1980 est devenue célèbre comme l'un des plus grands scandales d'opéra de l'après-guerre. Il y transpose le rôle principal de l'esclave en femme de ménage.
De 1986 à 1990, il est directeur du théâtre de la Freie Volksbühne à Berlin-Ouest. Il poursuit par la suite son travail de mise en scène d'opéras dans des théâtres de premier plan, à Stuttgart, Hambourg, Mannheim ou Berlin.
Parallèlement écrivain et rédacteur, il publie de nombreux textes, notamment dans la revue spécialisée Theater heute ou dans plusieurs journaux, comme die Zeit. En 1991 sort son premier roman Isaakaros. Il est aussi l'auteur d'une pièce de théâtre, Schlehmil und ihre Schatten, et d'un livret d'opéra, Giuseppe e Sylvia.
En 2001, il est chargé de la mise en scène de la La Chauve-souris de Johann Strauss à Salzbourg. Une grande partie du texte parlé est réécrit par Neuenfels, « jouant en permanence sur des doubles sens obscènes dignes d'un cabaret munichois de seconde zone », texte que Le Monde qualifie alors d'« épaisse logorrhée ». La presse autrichienne apprécie peu le spectacle, le Salzburger Nachtsichter notant « qu'un Allemand traitant les Autrichiens de bouffeurs de saucisses était peu crédible ». En 2005, il écrit et met en scène pour la RuhrTriennale un "opéra à un piano" intitulé Schumann, Schubert und der Schnee.
En 2010, sa mise en scène de Lohengrin au festival de Bayreuth provoque un tumulte et des protestations lors de sa première : certains spectateurs sont choqués par les rats de laboratoire qui peuplent le décor. Plusieurs saisons après la première, la mise en scène de Neuenfels est acclamée[réf. nécessaire]. Néanmoins, elle restera son seul travail pour Bayreuth.
En 2018, il met en scène l'opéra La dame de pique de Tchaïkovski au festival de Salzbourg (Salzburger Festspiele).

### Prix et distinctions
- 1994 : Kainz-Medaille la ville de Vienne
- 2003 : Cicero-Rednerpreis
- 2005 : metteur en scène d'opéra de l'année
- 2006 : élu à l'Académie des arts de Berlin[6]
- 2008 : metteur en scène d'opéra de l'année
- 2012 : Niederrheinischer Literaturpreis
- 2015 : metteur en scène d'opéra de l'année[7]

## Œuvres littéraires
- Poèmes (1960)
- Mundmündig (1963)
- Isaakaros (1991)
- Naples ou le voyage à Stuttgart (2001)

## Filmographie
- 1983 : Heinrich Penthesilea von Kleist
- 1984 : La Famille ou Schroffenstein
- 1984 : Les Schwärmer
- 1988 : L'Europe et la deuxième pomme et Le Chien enragé (TV)
- 1990 : L'Oreille aveugle de l'opéra
- 1999 : L'Enlèvement au sérail (TV)
- 2001 : La Chauve-Souris (TV)